# Edit Bauer
Edit Bauer z domu Fischerová (ur. 30 sierpnia 1946 w Šamorínie) – słowacka ekonomistka i polityk węgierskiego pochodzenia, wiceprzewodnicząca Partii Węgierskiej Koalicji, posłanka do Parlamentu Europejskiego V (w 2004) oraz VI i VII kadencji.

## Życiorys
W 1968 ukończyła studia na Uniwersytecie Ekonomicznym w Bratysławie, po czym do 1969 pracowała w słowackim związku spółdzielczym (Slovenský zväz výrobných družstiev), a następnie do 1984 w Instytucie Badania Poziomu Życia (Výskumný ústav životnej úrovne). W 1980 zasiadła w Czechosłowackiej Akademii Nauk. Od 1984 do 1990 była zatrudniona w instytucie badawczym (Ústav zamestnanosti a sociálneho výskumu).
Po 1990 zaangażowała się w działalność na rzecz mniejszości węgierskiej w Czechosłowacji. Zasiadała we władzach organizacji "Spolužitie" (Együttélés-Spolužitie-Wspólnota-Soužití) w okresie 1991–1998. W czerwcu 1990 uzyskała mandat posłanki do Słowackiej Rady Narodowej. Po raz kolejny wybierana była w latach 1992, 1994, 1998 i 2002. W 1998 została mianowana sekretarzem stanu w ministerstwie pracy, rodziny i spraw społecznych. W 2002 weszła w skład delegacji do Zgromadzenia Parlamentarnego Rady Europy. W 1998 objęła obowiązki wiceprzewodniczącej Partii Węgierskiej Koalicji odpowiedzialnej za politykę społeczną.
Od 2003 do 2004 była obserwatorem, a w 2004 europosłanką w Parlamencie Europejskim V kadencji w ramach delegacji krajowej. W wyborach w 2004 uzyskała mandat eurodeputowanej z listy Partii Koalicji Węgierskiej. Zasiadała we frakcji Europejskiej Partii Ludowej i Europejskich Demokratów, Komisji Wolności Obywatelskich, Sprawiedliwości i Spraw Wewnętrznych oraz Komisji Praw Kobiet i Równości Płci. W wyborach w 2009 uzyskała reelekcję. Ponownie przystąpiła do grupy chadeckiej.
Jest zamężna i ma dwójkę dzieci.